# فرسخ فلكي
الفرسخ الفلكي (بالإنجليزية: Parsec)‏ هي وحدة مسافة يستعملها الفلكيون لقياس المسافات الكبيرة للأجرام الفلكية خارج النظام الشمسي. 1 فرسخ فلكي يساوي زاوية تزيح ثانية قواسية واحدة (1/3600 درجة).، وهي تساوي 3,26 سنة ضوئية (31 تريليون كيلومتر أو 19 تريليون ميل). كلمة Parsec لفظ منحوت من parallax / arcsecond (تزيح ثانية قواسية واحدة).
ويعتقد أن وحدة البارسيك قد اقترحت لأول مرة في عام 1913 من قبل عالم الفلك البريطاني هربرت هال تيرنر.
في أغسطس 2015، أصدر الاتحاد الفلكي الدولي القرار B2، كجزء من تعريف موحد لسلم قياس القدر المطلق والظاهري البولومتري، وشمل تعريفا واضحا للبارسيك (الفرسخ الفلكي') بالضبط 648000π وحدة فلكية، أو تقريبا 3.08567758149137×1016 متر (استنادا إلى تعريف الاتحاد الفلكي الدولي لعام 2012 للوحدة الفلكية).

## الفرسخ الفلكي والسنة الضوئية
{\displaystyle 1\,\mathrm {parsec} \,=}
{\displaystyle =30{,}856\ \cdot 10^{15}\,\mathrm {m} }
{\displaystyle =3{,}261\,\mathrm {ly} }
حيث:
- 1 ly = light year
- 1 ly = سنة ضوئية
- أي أن الفرسخ الفلكي = 262و3 سنة ضوئية.

تستخدم السنة الضوئية كوحدة لقياس المسافات بين النجوم.
ولكن ونظرا لصغرها بالنسبة إلى المسافات بين المجرات، نستخدم في قياس المسافات بين المجرات الفرسخ الفلكي.

## الوحدة الأكبر Mpc
Mpc : مليون بارسيك = 261و3 مليون سنة ضوئية
وتستخدم وحدة Mpc (أي مليون فرسخ فلكي) لقياس المسافات الهائلة بين المجرات.
و kpc : كيلو بارسيك = 1000 فرسخ فلكي = 3261 سنة ضوئية؛ وهي تكفي لقياس أحجام المجرات.

## بعض الأمثلة
- نجم رجل القنطور هو ثاني أقرب نجم إلى المجموعة الشمسية، يبعد عن الأرض نحو 1,4 فرسخ فلكي Parsec أي 3و4 سنة ضوئية (أقرب نجم إلينا هو قنطور الأقرب ويبعد عنا 22و4 سنة ضوئية).
- تبعد الشمس عن مركز مجرة درب التبانة نحو 27.000 سنة ضوئية.
- أقرب مجرة راديوية NGC 5128 تبعد عن الأرض 3 ملايين فرسخ فلكي أي نحو 8و9 مليون سنة ضوئية.
- تجمع فيرجو لمجرات العذراء (كوكبة) Virgo Cluster،والمسمى تجمع مجرات العذراء، وهو يحتوي على 3000 من المجرات الحلزونية، يبعد عن الأرض بنحو 19 مليون فرسخ فلكي (أي نحو 60 مليون سنة ضوئية). كما تبعد الهلبة (كوكبة) أو تجمع مجرات الهلبة نحو 120 مليون فرسخ فلكي (Mpc 120) أو نحو 360 مليون سنة ضوئية).
- تبلغ المسافة التي سجلت لأبعد نجم عنا نحو 13 مليار سنة ضوئية، أي أننا نرى هذا النجم على حاله قبل 13 مليار سنة، أو نراه عند نشأته بعد الانفجار العظيم بنحو 700 مليون سنة.
- بالمقارنة تبلغ المسافة بين الأرض والشمس نحو 150 مليون كيلومتر، يعبرها الضوء بسرعته البالغة 300.000 كيلومتر في الثانية في فترة مقدارها نحو 8 دقائق. هذا بالمقارنة إلى المسافات بين النجوم التي تقاس بالسنة الضوئية، والمسافات بين المجرات التي تقاس بملايين ومئات الملايين من السنين الضوئية.